# كويم (لاعب كرة قدم برتغالي)
كويم (بالبرتغالية: Quim Vitorino‏) (23 أغسطس 1959 في البرتغال - ) هو مدرب كرة قدم ولاعب كرة قدم برتغالي في مركز الوسط. شارك مع منتخب البرتغال تحت 20 سنة لكرة القدم ومنتخب البرتغال لكرة القدم. أما مع النوادي، فقد لعب مع نادي بورتو ونادي ريو أفي ونادي تيرسينس ‏ ونادي فارنزي.

## وصلات خارجية
- كويم (لاعب كرة قدم برتغالي) على موقع الاتحاد الدولي (مؤرشف)  (الإنجليزية)
- كويم (لاعب كرة قدم برتغالي) على موقع الاتحاد الأوربي (الإنجليزية)
- كويم (لاعب كرة قدم برتغالي) على موقع قاعدة بيانات كرة القدم.إي يو (الإنجليزية)
- كويم (لاعب كرة قدم برتغالي) على موقع ناشيونال فوتبول تيمز (الإنجليزية)